# Gunther Schepens
Gunther Schepens, né le 4 mai 1973 à Gand en Belgique, est un footballeur international belge. Il est actuellement responsable de la formation des jeunes joueurs à La Gantoise.

## Biographie
Schepens commence à jouer au football en 1981 dans une équipe de sa région, l'Eendracht Massemen. Quatre ans plus tard, il est transféré à La Gantoise, club avec lequel il fait ses débuts en première division en 1991. Gaucher et peu avare de ses efforts, ses prestations ne passent pas inaperçues du côté de Liège, si bien qu'au début de l'année 1994, il rejoint le Standard  de René Vandereycken, l'entraineur qui l'avait lancé chez les Buffalos. 
Lors de sa première saison complète avec les Rouches, il manque de peu le titre de champion sous les ordres de Robert Waseige et aux côtés de joueurs tels que Marc Wilmots, Gilbert Bodart, Régis Genaux, Philippe Léonard et Michaël Goossens. Il est sélectionné pour la première fois en équipe nationale en 1995 : il va porter 13 fois le maillot des Diables Rouges jusqu'en 1997, inscrivant même trois buts lors de ses quatre premiers matches. 
Après un peu plus de trois années passées en bord de Meuse, il tente sa chance en Bundesliga, au Karlsruher SC. Si Schepens reçoit régulièrement sa chance lors de sa première saison, le club rhénan ne peut éviter la relégation. Au terme de la seconde durant laquelle son temps de jeu n'était plus satisfaisant, il décide de retourner dans son club formateur qui s'était progressivement installé dans le subtop de l'élite belge.   
Schepens passe quatre belles années dans une équipe notamment emmenée par Aléxandros Kaklamános et Frédéric Herpoel, véritable monument gantois. Il mettra un terme à sa carrière professionnelle à cause d'une blessure encourue lors de ses deux saisons dans le club autrichien de SW Bregenz.  
Il tâte par la suite du football en salle dans une équipe (De Woody's) dirigée par l'ancien footballeur devenu écrivain Herman Brusselmans, avec lequel il est également analyste pour le compte de la VRT dans l'émission Studio 1. Lors de la Coupe du monde 2010 en Afrique du Sud, il met ses connaissances au service de la chaîne Canvas. Ses compétences et son humour font de lui une personnalité appréciée des téléspectateurs.

## Palmarès
- Vice-Champion de Belgique en 1995 avec le Standard de Liège